# Projet Dark Gene

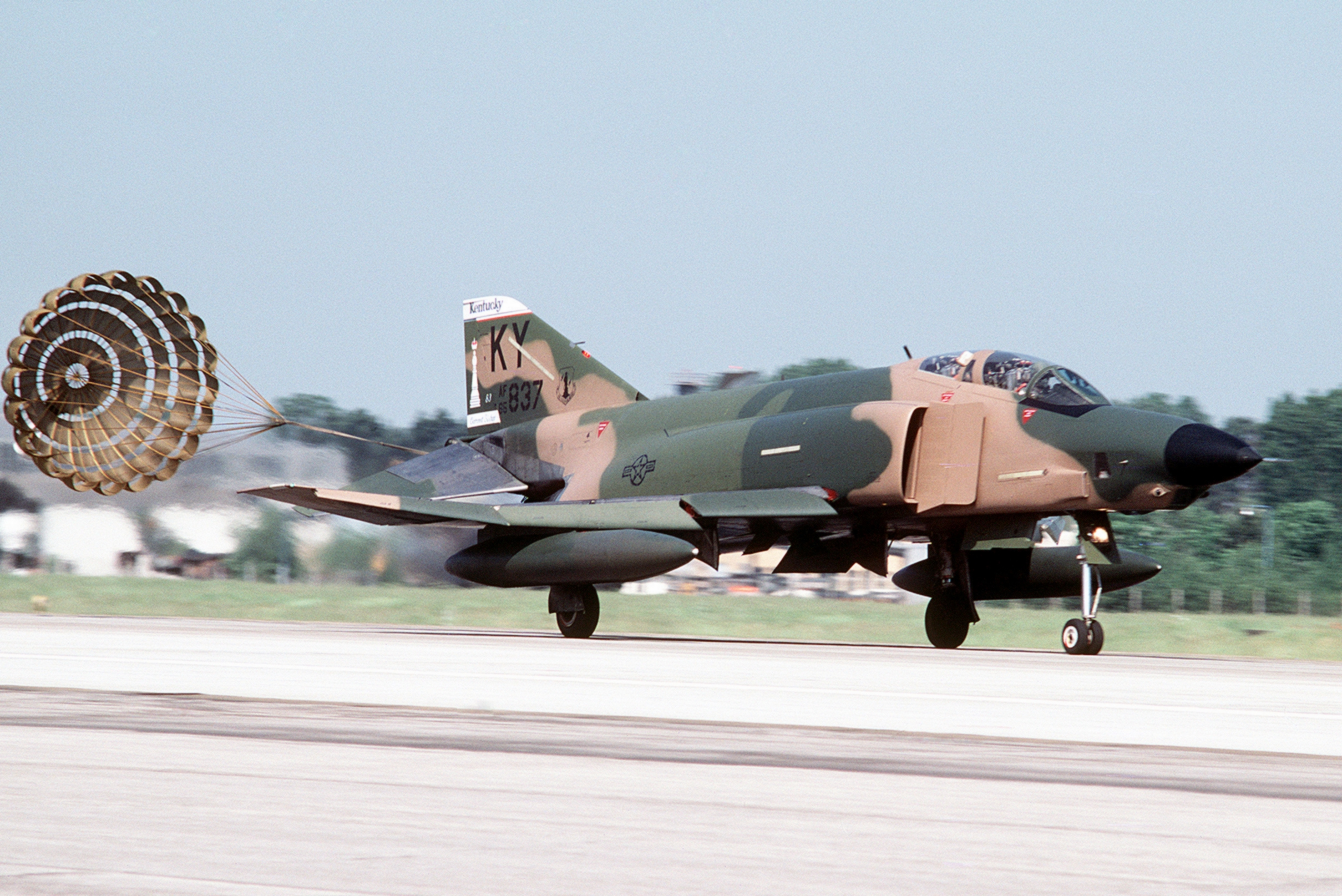
Un avion de reconnaissance photographique Phantom, semblable à ceux utilisés depuis les bases iraniennes dans le cadre du projet Dark Gene.

Le projet Dark Gene (en anglais : « Project Dark Gene ») était un programme de reconnaissance aérienne mené contre l'Union soviétique par la Central Intelligence Agency (CIA) et la Force aérienne impériale iranienne, depuis des bases en Iran. Le programme était mené en conjonction avec le projet Ibex (en anglais : « Project Ibex »), une mission de type ELINT (renseignements électroniques) plus traditionnelle.
Les premières opérations furent effectuées pendant les années 1960, avec l'aide de l'État impérial d'Iran. Des avions et du personnel affectés au programme étaient stationnés sur de nombreuses bases en Iran, et franchissaient fréquemment la frontière soviétique à travers de potentiels « trous » dans sa couverture radar. L'objectif du programme était de tester l'efficacité de la défense aérienne et des unités d'intercepteurs soviétiques. Il mena à la perte confirmée d'un avion et à la perte probable de plusieurs autres, lors d'engagements avec les appareils soviétiques.

## Contexte
La confrontation directe entre les États-Unis et l'Union soviétique était en cours ou stagnait dans des lieux comme l'Indochine. La confrontation était habituellement limitée à des guerres de proximité, faisait généralement appel à des conseillers, instructeurs et autres personnels spécialisés des États voisins. Après la guerre de Corée, les États-Unis entreprirent une série de vols de reconnaissance directs au-dessus de l'Union soviétique, certains demeurant secrets et probablement très réussis, mais d'autres menant à des pertes sèches et de fortes tensions diplomatiques, comme le très célèbre « incident de l'U-2 » de mai 1960. Afin de continuer à recueillir des renseignements, les États-Unis eurent à développer des méthodes d'espionnage de plus en plus sophistiquées, la défense soviétique se montrant de plus en plus dangereuse et efficace. Ces besoins firent naître des projets comme celui du SR-71 Blackbird et le développement de très nombreux satellites de reconnaissance.
Le Shah d'Iran, un allié des États-Unis qui accéda au pouvoir avec l'aide de l'Agence de renseignement américaine, la CIA, proposa de financer des opérations de renseignement militaire contre l'URSS, dans le cadre de la Guerre froide. Le Shah craignait l'Union soviétique, en particulier ses relations avec son rival et pays voisin, l'Irak. La CIA, Rockwell International et l'homme d'affaires Albert Hakim (en) — plus tard impliqué dans l'affaire Iran-Contra — versèrent des pots-de-vin aux membres principaux du Gouvernement et des institutions de la Défense du Shah pour obtenir le financement.
D'après des câbles de l'Ambassade américaine pendant les opérations, le Shah et l'Iran étaient d'une grande importance aux yeux des États-Unis, en particulier en raison des relations proches entre le Gouvernement iranien et la proximité de l'Iran avec l'URSS. En réponse à une demande du Shah d'accélérer la fourniture d'armement à son pays, l'Ambassade américaine à Téhéran déclara que « la décision ne devait également pas négliger ou sous-estimer l'importance de l'Iran pour les intérêts nationaux vitaux des États-Unis ». L'Ambassade suggéra qu'un détournement des livraisons d'un modèle d'avion aux alliés européens et même à l'US Air Force vers l'Iran pourrait être envisagé, en raison de la force de ces relations et de l'urgence de la situation.

## Les projets

### Dark Gene

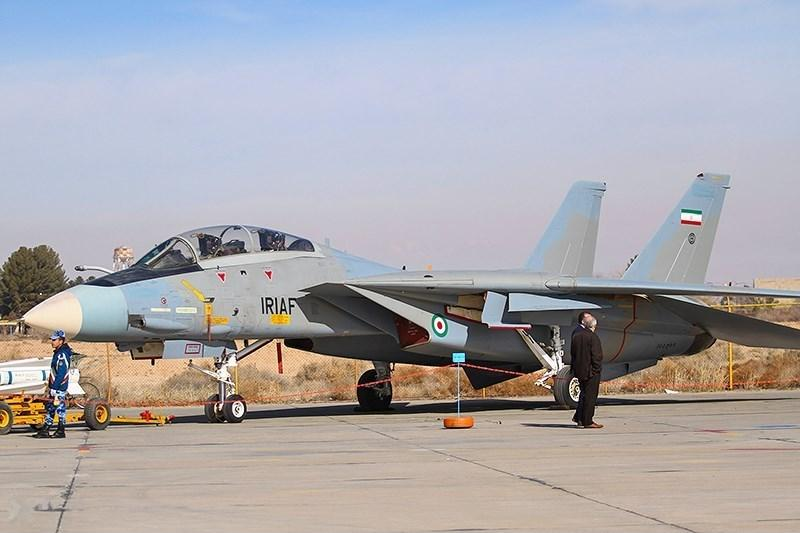
Les Iraniens parvinrent à obtenir des avions ultra-sophistiqués pour l'époque, comme l'intercepteur américain à grand rayon d'action F-14A Tomcat.

Les opérations des projets Dark Gene et Ibex étaient deux occasions au cours desquelles les Iraniens pouvaient être d'une aide précieuse, en raison de leur position stratégique, entre l'URSS et le Golfe Persique. Les profondes vallées de la région offraient au programme un avantage unique, les radars de la défense aérienne soviétique ayant d'importantes aires de non-détection dans cette zone. Initialement, les pilotes américains agirent de manière indépendante, mais au fil du temps, le personnel iranien devint plus impliqué dans ces missions.
À un moment donné des opérations, en raison des risques élevés d'éjection au-dessus du territoire soviétique, des excuses furent inventées pour expliquer la raison de la présence de pilotes américains aux commandes d'avions militaires au-dessus de l'Union soviétique. L'excuse qu'ils adoptèrent fut que des pilotes de l'US Air Force entraînaient des pilotes iraniens sur leur nouvel appareil et s'étaient simplement perdus. Généralement, pendant cette période, un Iranien pilotait l'avion et un officier américain occupait la place du navigateur. Les opérations continuant, les Américains fournirent à la Force aérienne iranienne des avions évolués qui ne furent proposés à aucune autre force aérienne à l'époque, tels le F-14 Tomcat. Les opérations cessèrent avec l'arrivée de la révolution iranienne, en 1979, qui mit le Shah en exil. Il fut globalement admis que l'équipement ELINT fut cédé au successeur de la Force aérienne impériale, la Force aérienne de la République islamique d'Iran.

### Ibex
Le projet Ibex était étroitement lié au projet Dark Gene. Les mêmes aérodromes furent utilisés, et les opérations furent souvent menées en coopération. Dans les faits, les deux projets peuvent être considérés comme une seule et même opération. Chacun avait des objectifs différents mais qui se superposaient. L'un des avantages à faire fonctionner ces deux projets en même temps venait du fait que des données de renseignements électroniques (ELINT) pouvaient être collectées lorsque les défenses aériennes soviétiques étaient mises en alerte par un avion du projet Dark Gene. Les émissions électroniques et l'activité soviétiques étaient alors enregistrées par des avions du projet Ibex, volant du côté iranien de la frontière.
Financées par le Shah, des stations d'écoute furent construites dans le nord de l'Iran par la CIA. Après la révolution de 1979, l'Iran maintint les installations dans une « condition impeccable », bien que n'ayant que peu ou pas d'idées sur la façon de s'en servir. Avec le potentiel de fournir des informations sur les mouvements de troupes irakiens, l'officiel de la CIA George Cave (en) conseilla au Gouvernement provisoire de l'Iran de les utiliser.

## Les opérations
À partir de l'année 1968, en reconnaissance des bonnes relations entre les États-Unis et l'Iran, douze avions de reconnaissance Northrop RF-5A furent livrés à la Force aérienne iranienne. Toutefois, il apparaît que ces appareils n'eurent jamais d'existence officielle, leurs numéros de série étant effacés des registres de production de Northrop afin de les rendre « transparents » aux yeux des opposants politiques. De plus, ces appareils étaient pilotés par des Américains. Il semblerait que deux aient été abattus au-dessus du territoire soviétique, leurs pilotes se servant de l'« excuse » précédemment citée pour finalement être rendus à l'Iran, bien que rien ne soit confirmé à ce sujet. Les RF-5A étaient également « A-wired », que l'on pourrait traduire par « câblés A », le « A » signifiant « Atomique ». En effet, ils pouvaient, en cas de nécessité, emporter l'Arme nucléaire et attaquer au besoin diverses cibles en URSS.
Toutefois, bien que les RF-5A subsoniques furent utiles et permirent de récolter des données de renseignement intéressantes, ils ne furent pas exactement le type d'appareil que voulaient piloter les Américains lorsqu'ils traversaient la frontière. Ils désiraient en effet quelque-chose de plus puissant, et la création du RF-4, la version de reconnaissance du F-4 Phantom II, vint combler leurs attentes. De plus, le Shah, qui avait eu préalablement connaissance des renseignements collectés par les survols des RF-5A, fut enthousiasmé et tint à ce que l'Iran joue un rôle encore plus actif dans ces activités. Il proposa alors de financer l'achat des RF-4. Un accord fut trouvé entre l'Iran et les États-Unis : L'Iran paierait pour les RF-4 et les appareils seraient pilotés par des équipages mixtes d'Américains et d'Iraniens, ce qui permettrait aux équipages iraniens d'accumuler une précieuse expérience opérationnelle. En 1971, les six premiers RF-4 débarquèrent en Iran. Officiellement, ils étaient décrits comme étant des RF-4E, mais des sources déclarèrent qu'il s'agissait en fait de RF-4C à l'apparence très inhabituelle. En fait, ces avions sembleraient avoir été construits spécialement pour les opérations du projet Dark Gene, et ils contenaient de nombreux équipements ELINT et coûtaient plus de 12 millions de dollars l'unité (
76 millions actuels), faisant de ces avions les F-4 les plus chers jamais produits. De nos jours, il n'existe toujours aucune photo authentique de ces RF-5A et RF-4C.
Certains de ces six premiers appareils livrés ne reçurent aucun numéro de série, étant généralement identifiés sous la désignation « UKI » (« Unknown Iranians », en français : « Iraniens inconnus ») dans l'inventaire de leur constructeur. D'autres furent probablement issus des numéros de série 72-0266 à 720269, plus tard reconnus comme ayant été livrés à l'Iran. Finalement, entre 22 et 24 cellules de RF-4 auraient été livrées à la Force aérienne iranienne, sans qu'il soit possible de déterminer leur nombre exact. Comme les RF-5A, les RF-4 étaient aussi « A-wired » et pouvaient au besoin emporter des armes nucléaires en rôle secondaire. Piloté par des équipages mixtes américains/iraniens, les six RF-4C effectuèrent une moyenne de deux missions par mois au-dessus de l'URSS, de 1971 à 1978. Au-moins deux de ces RF-4C « iraniens » furent abattus à l'intérieur de l'URSS par des chasseurs soviétiques. Le premier en 1973 et le deuxième en 1976.

## Combats
Environ quatre appareils impliqués dans le projet auraient été abattus par des intercepteurs soviétiques pendant le projet. Deux des appareils non confirmés seraient des RF-5A pilotés par des Américains, tandis que les deux autres seraient des RF-4 en mission de reconnaissance pilotés par des Iraniens,.

### Incident détaillé

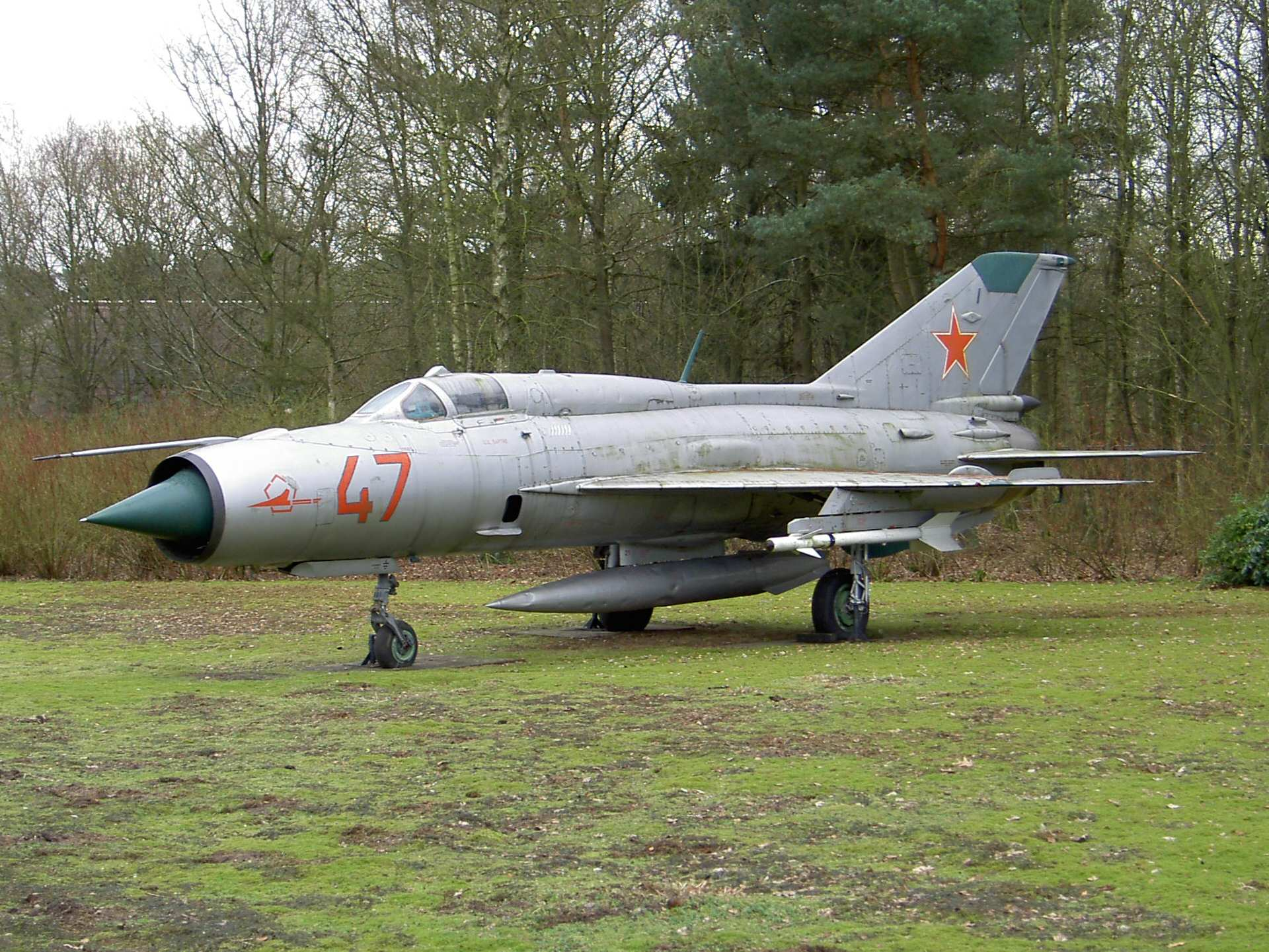
Le fut l'un des adversaires les plus sérieux des avions impliqués dans les projets Dark Gene et Ibex.

Un exemple de combat au cours du projet Dark Gene est l'engagement du 28 novembre 1973, qui opposa un RF-4C de la Force aérienne impériale iranienne, piloté par le major iranien Shokouhnia et son coéquipier le colonel de l'US Air Force John Saunders, et un MiG-21SM de la défense antiaérienne soviétique, piloté par le capitaine Guennadi Eliseev. Le pilote soviétique tira deux missiles Vympel K-13 en direction de l'avion iranien, mais ils échouèrent à le détruire, celui-ci faisant usage de ses 54 leurres thermiques pour leur échapper. Eliseev reçut du contrôle au sol l'ordre d'accomplir sa mission à n'importe quel prix et, son canon automatique s'étant enrayé dès le tir du premier obus,, il décida avec l'accord du contrôle au sol de foncer sur son adversaire, y laissant la vie par la même occasion. Il heurta la queue du RF-4C avec son aile, puis percuta des reliefs élevés. Il s'agit du premier abordage volontaire (ou taran, en russe : таран, « bélier ») entre avions à réaction, alors que cette pratique était plutôt commune avec les avions à hélices de l'époque de la Seconde Guerre mondiale. Eliseev fut déclaré à titre posthume Héros de l'Union soviétique,. L'équipage du RF-4C parvint à s'éjecter et fut capturé au sol par les forces soviétiques, pour être finalement relâché seize jours plus tard en échange de l'enregistrement d'un satellite-espion soviétique tombé en Iran,.

### Incidents similaires
En 1978, quatre hélicoptères Chinook s'égarèrent dans le territoire soviétique (en), au nord-est de l'Iran, pendant un entraînement. Un fut endommagé et un autre fut abattu par un pilote soviétique à bord d'un MiG-23M, faisant usage de missiles R-60 et de son canon GSh-23. Les deux autres parvinrent à prendre la fuite et s'en sortirent indemnes.
Il est probable que cette interception fit suite aux missions du projet Dark Gene, les Soviétiques ayant fortement amélioré la qualité de leur défense aérienne près de la frontière à la suite d'incursions précédentes.

## Équipements
Les bases aériennes impliquées dans le projet Dark Gene furent utilisées conjointement par la CIA et la Force aérienne iranienne, et protégées par des barbelés et des champs de mines. Dans le cadre de la connexion avec le projet Ibex, il y avait cinq installations dédiées pour la surveillance des communications à l'intérieur du territoire soviétique. Leur contact avec le monde extérieur était maintenu uniquement par ravitaillement aérien, via un avion de Havilland Canada DHC-4. Les équipements spéciaux furent fournis par Rockwell International et le financement fut largement pris en charge par le Shah d'Iran.
La plupart des avions suivants avaient des installations électroniques particulières pour leurs missions. Les Boeing 707, par exemple, avaient treize hommes d'équipage mettant en œuvre l'équipement de surveillance interne de l'avion. Des récepteurs à bande large et à bande étroite furent utilisés :
- McDonnell Douglas RF-4C/E ;
- Northrop RF-5A[5] ;
- Boeing 707 ;
- Lockheed C-130H ;
- de Havilland Canada DHC-4.